# Колиморфные бактерии
Бактерии группы кишечной палочки (БГКП), также колиморфные или колиформные бактерии (последний вариант принят в СанПиН РФ) — условно выделяемая по морфологическим и культуральным признакам группа бактерий семейства энтеробактерий, используемая санитарной микробиологией в качестве маркера фекальной контаминации; относятся к группе так называемых санитарно-показательных микроорганизмов. К бактериям группы кишечных палочек относят представителей родов Escherichia (в том числе и Е. coli), Citrobacter (типичный представитель — C. coli citrovorum), Enterobacter (типичный представитель — E. aerogenes), которые объединены в одно семейство Enterobacteriaceae благодаря общности морфологических и культуральных свойств. Колиморфные бактерии различаются ферментативными свойствами и антигенной структурой.

## Морфология
Бактерии группы кишечных палочек — короткие (длина 1—3 мкм, ширина 0,5—0,8 мкм) полиморфные подвижные и неподвижные грамотрицательные палочки, не образующие спор.

## Культуральные свойства

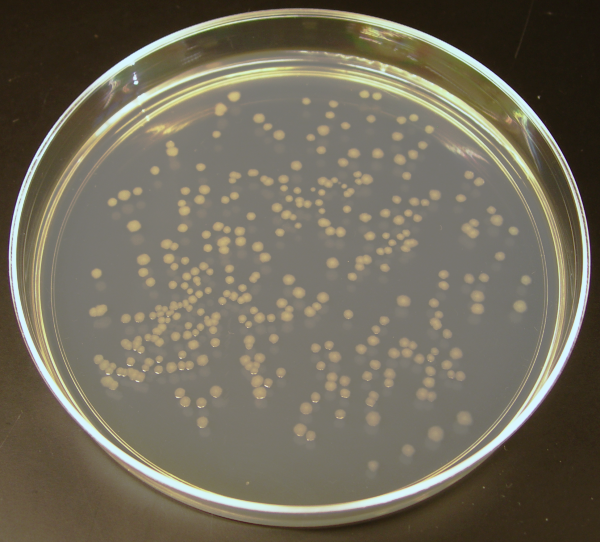
Колонии на плотной питательной среде

Бактерии хорошо растут на простых питательных средах: мясопептонном бульоне (МПБ), мясопептонном агаре (МПА). На МПБ дают обильный рост при значительном помутнении среды; осадок небольшой, сероватого цвета, легкоразбивающийся. Образуют пристеночное кольцо, плёнка на поверхности бульона обычно отсутствует. На МПА колонии прозрачные с серовато-голубым отливом, легко сливающиеся между собой. На среде Эндо образуют плоские красные колонии средней величины. Красные колонии могут быть с тёмным металлическим блеском (E. coli) или без блеска (E. aerogenes). Для лактозоотрицательных вариантов кишечной палочки (B. paracoli) характерны бесцветные колонии.
Им свойственна широкая приспособительная изменчивость, в результате которой возникают разнообразные варианты, что усложняет их классификацию.

## Биохимические свойства
Большинство бактерий группы кишечных палочек (БГКП) не разжижают желатина, свертывают молоко, расщепляют пептоны с образованием аминов, аммиака, сероводорода, обладают высокой ферментативной активностью в отношении лактозы, глюкозы и других сахаров, а также спиртов. Не обладают оксидазной активностью. По способности расщеплять лактозу при температуре 37 °C БГКП делят на лактозоотрицательные и лактозоположительные кишечные палочки (ЛКП), которые формируются по международным стандартам. Из группы ЛКП выделяются фекальные кишечные палочки (ФКП), способные ферментировать лактозу при температуре 44,5 °C. К ним относится E. coli, не растущая на цитратной среде.

## Устойчивость
Бактерии группы кишечных палочек обезвреживаются обычными методами пастеризации (65—75 °C). При 60 °C кишечная палочка погибает через 15 мин. 1 % раствор фенола вызывает гибель микроба через 5—15 мин., сулема в разведении 1:1000 — через 2 мин., устойчивы к действию многих анилиновых красителей.
Устойчивость бактерий к антибиотикам обусловлена: а) нарушением процесса поступления антибиотика в клетку или ускоренным его выведением из клетки (например, в результате изменения проницаемости мембраны), б) специфическими изменениями структур, являющихся мишенью действия антибиотика (изменением сайта связывания в рибосоме или молекуле ДНК), в) генетически запрограммированными ферментативными реакциями, обеспечивающими устойчивость к антибиотику.

## Санитарно-показательное значение
Санитарно-показательное значение отдельных родов бактерий группы кишечных палочек неодинаково. Обнаружение бактерий рода Escherichia в пищевых продуктах, воде, почве, на оборудовании свидетельствует о свежем фекальном загрязнении, что имеет большое санитарное и эпидемиологическое значение.
Считают, что бактерии родов Citrobacter и Enterobacter являются показателями более давнего (несколько недель) фекального загрязнения и поэтому они имеют меньшее санитарно-показательное значение по сравнению с бактериями рода Escherichia.
При длительном применении антибиотиков в кишечнике человека также обнаруживают различные варианты кишечной палочки. Особый интерес представляют лактозоотрицателъные варианты кишечной палочки. Это изменённые эшерихии, утратившие способность сбраживать лактозу. Они выделяются при кишечных инфекциях человека (брюшном тифе, дизентерии и др.) в период выздоровления.
Наибольшее санитарно-показательное значение имеют кишечные палочки, не растущие на среде Козера (цитратная среда) и ферментирующие углеводы при 43—45°С (E. coli). Они являются показателем свежего фекального загрязнения.
В связи с неодинаковым санитарно-показательным значением отдельных родов бактерий группы кишечных палочек их дифференцируют на основании признаков, образующих комплекс ТИМАЦ.

## Экономическое значение
Группа кишечных палочек активно используется в промышленности для производства сырья в крупных объёмах.
- Разработаны челночные векторы для Escherichia coli, а также системы с использованием транспозонов и специфических фагов для производства ацетона и бутанола‑1.
- Мутантные штаммы  с изменённым путём регуляции биосинтеза являются основным промышленным источником l‑треонина.
- Экономически выгоден синтез l‑аспарагиновой кислоты клетками E. coli из фумаровой кислоты в присутствии аммиака.
- В штаммах-суперпродуцентах E. coli протекает биосинтез l‑фенилаланина.
- Ферментативным гидролизом под действием иммобилизированной пенициллин-G-амидазы из E. coli получают 6-APA (6-аминопенициллановую кислоту) — важнейший продукт при получении полусинтетических пенициллинов и цефалоспоринов.
- Из E. coli клонированы в геном Xanthomonas campestris гены β‑галактозидазы lacZ и лактопермеазы lacY, что позволило получить штамм, использующий в производстве ксантана отходы молочной промышленности (молочную сыворотку).